# Eiríksgnýpa
Eiríksgnýpa är en bergstopp i republiken Island. Den ligger i regionen Västlandet, 100 km nordost om huvudstaden Reykjavík. Toppen på Eiríksgnýpa är 734 meter över havet.
Trakten runt Eiríksgnýpa är nära nog obefolkad, med mindre än två invånare per kvadratkilometer. Det finns inga samhällen i närheten. Trakten runt Eiríksgnýpa är permanent täckt av is och snö.